# Neptis acalina
Neptis acalina är en fjärilsart som beskrevs av Hans Fruhstorfer 1908. Neptis acalina ingår i släktet Neptis och familjen praktfjärilar. Inga underarter finns listade i Catalogue of Life.